# Palazzetto Calzone

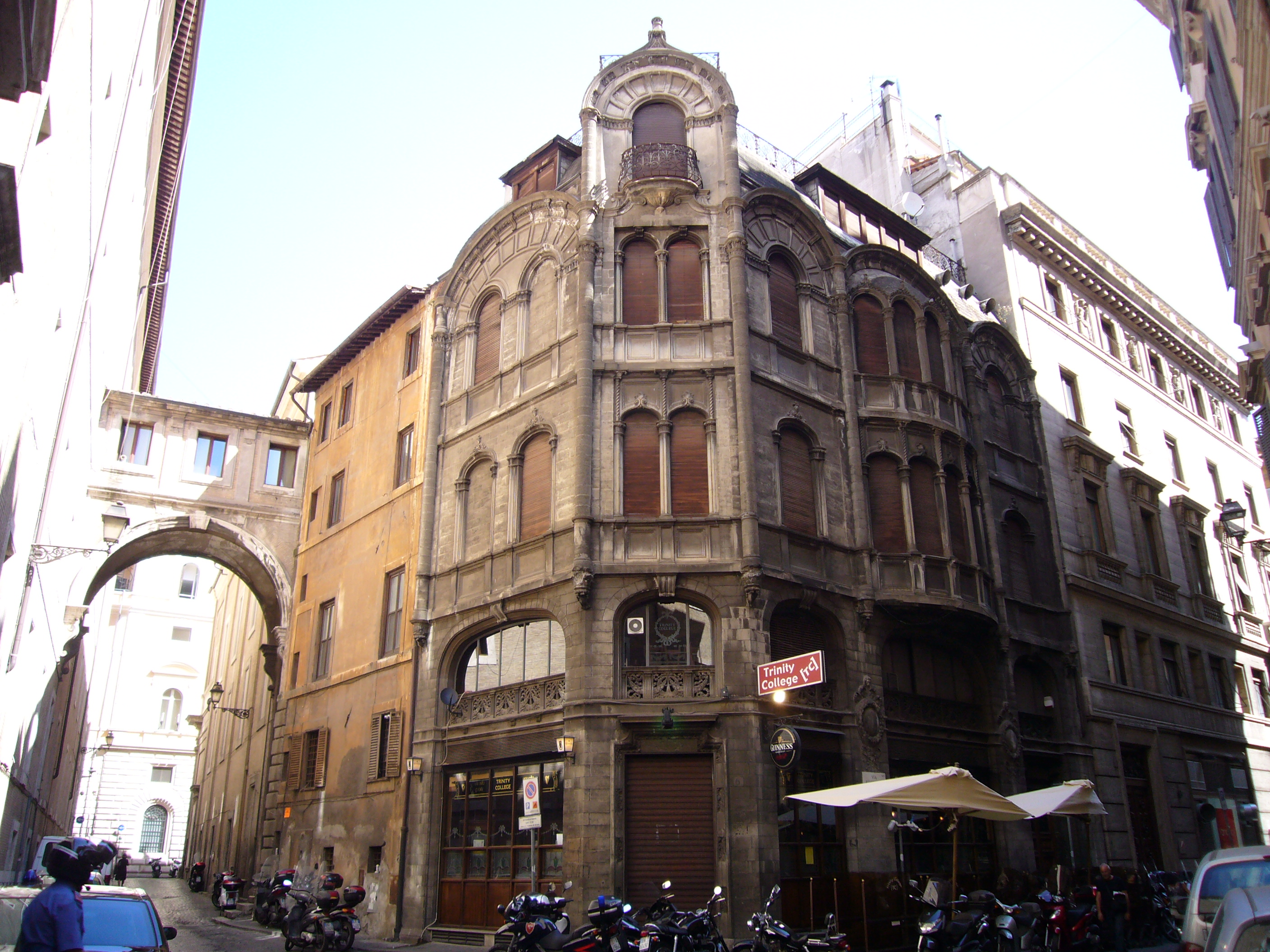
Vista do palacete.

Palazzetto Calzone é um palácio art nouveau localizado na Via del Collegio Romano, no rione Pigna de Roma, construído pelo empresário turinês Ettore Calzone, que, pouco depois da Unificação da Itália, em 1871,, se mudou para a nova capital. Foi entre 1902 e 1910 que Calzone, na época uma figura proeminente em Roma, decidiu construir um palácio residencial na esquina da Via del Collegio Romano com a moderna Via Alessandro Specchi. 
O edifício é atribuído geralmente ao arquiteto Vittorio Mascanzoni, mas é provável que no projeto tenham trabalhado ainda os irmãos Filippo e Francesco Galassi, que, na mesma época, estavam trabalhando para Calzone na nova sede de sua tipografia entre a Via di Sant'Onofrio e a Via della Ungara. Uma característica do palacete é sobretudo seu estilo neogótico baseado em modelos parisienses da época, o que faz do edifício um dos mais importantes exemplares da arquitetura da art nouveau em Roma. Atualmente o edifício é ocupado pelo Trinity College Pub, um dos mais populares pubs irlandeses de Roma.